# Substituição Penal
Substituição Penal é uma teoria de expiação na teologia cristã dentro das teorias de substituição ou expiação vicária, especialmente associada com a tradição reformada. 
Argumenta-se que Cristo, por sua própria escolha de sacrifício, foi punido (penalizado) no lugar dos pecadores (substituição), assim satisfez as demandas de justiça, de forma que Deus pode justamente perdoar os pecados. É, portanto, uma compreensão específica de expiação substitutiva, onde a natureza substitutiva, da morte de Jesus é entendida no sentido de uma pena substitutiva pelos pecados.